# Östberga
Östberga – dzielnica (stadsdel) Sztokholmu, położona w jego południowej części (Söderort) i wchodząca w skład stadsdelsområde Enskede-Årsta-Vantör. Graniczy z dzielnicami Enskedefältet, Stureby, Örby slott, Liseberg, Solberga, Västberga i Årsta.
Według danych opublikowanych przez gminę Sztokholm, 31 grudnia 2020 r. Östberga liczyła 5768 mieszkańców. Powierzchnia dzielnicy wynosi 1,93 km².